# Registre d'état civil
Un registre d'état civil est le système par lequel un gouvernement enregistre l'état civil (comme la naissance, le mariage et le décès) de ses ressortissants et des résidents sur son sol. Le registre, ou la base de données, qui recense ces informations peut porter différents noms selon les pays, comme « systèmes d’enregistrement des faits d’état civil ». Le principal objectif d'un tel registre est la création de documents légaux (souvent appelés « certificats ») permettant d'établir et de protéger les droits civiques des personnes. Ces registres peuvent également servir de source de données pour compiler des statistiques démographiques.
Les évènements démographiques généralement recensés dans les registres sont les naissances vivantes, les décès, la mortinatalité, le nom, les changements de nom, le mariage, le divorce, l'annulation de mariage, la séparation de corps, l'adoption ainsi que la légitimation ou reconnaissance d'une filiation. Les documents que les citoyens peuvent obtenir à partir des registres sont, par exemple, l'acte de naissance, l'acte de décès et l'acte de mariage, qui concernent la sphère familiale. Certains pays imposent aussi d'être avertis en cas d'immigration, d'émigration et d'un changement de domicile.

## Historique
En 1979, l'Assemblée générale des Nations unies adopte la Convention sur l'élimination de toutes les formes de discrimination à l'égard des femmes, dont l'article 16 impose aux pays d'établir un registre civil d'enregistrement systématique des mariages. La majorité des pays possèdent un système juridique qui impose de signaler aux autorités compétentes les principaux évènements démographiques, comme les naissances, mariages et décès.
Pour les Nations unies, l'enregistrement de l'état civil est « l'enregistrement continu, permanent, obligatoire et universel des apparitions et des caractéristiques des évènements démographiques dans une population, selon les règles prévues par un décret ou par la législation, selon les conditions légales d'un pays. L'enregistrement de l'état civil vise principalement à établir des documents légaux. Ces données sont aussi une source principale sur des statistiques démographiques. La qualité de ces statistiques dépend d'un recensement complet, précis et mis à jour des évènements démographiques ».